# Issvingel
Issvingel (Festuca edlundiae) är en gräsart som beskrevs av S.G.Aiken, Consaul och Lefk. Enligt Catalogue of Life ingår Issvingel i släktet svinglar och familjen gräs, men enligt Dyntaxa är tillhörigheten istället släktet svinglar och familjen gräs. Arten har ej påträffats i Sverige. Inga underarter finns listade i Catalogue of Life.